# 엘렉트라 (소포클레스)
《엘렉트라》(고대 그리스어: Ἠλέκτρα, Ēlektra)는 기원전 5세기에 소포클레스가 쓴 고대 아테네 비극이다. 소포클레스의 후기 작품으로 확실치는 않지만 대략 기원전 410년대에 최초로 공연된 것으로 추정된다.
아버지를 죽인 어머니와 정부(情夫)에게 복수함으로써 정의를 세울 수 있었던 것은, 고집스럽고, 집착적으로 불릴 만한 엘렉트라의 정신성이다. 상대주의가 팽배하여 정의를 가늠하는 것이 어려운 현대인들에겐 그녀의 모습은 집착적이거나, 비정상적으로까지 보인다. 그러나 그럴수록 그녀의 정신성이 빛난다. 비천함과 숭고함을 명확히 구분하면서도 운명을 삶의 조건으로서 인정하고, 당당히 마주하게 해주는 그리스 비극의 정신이 잘 담겨 있다.

## 벗어날 수 없는 운명과 투쟁하는 인간
＜엘렉트라＞의 서막과 등장가는 오레스테스의 도착을 알리는 이야기로 시작하며, 복수의 계획과 엘렉트라의 탄식이 제시된다. 제1삽화에서는 아가멤논의 죽음과 복수에 대한 엘렉트라와 그녀의 여동생 크리소테미스의 대화가 제시되고, 제2삽화에서는 아가멤논 살해에 대한 엘렉트라와 클리타임네스트라의 논쟁과 오레스테스가 죽었다는 소식을 들은 엘렉트라의 절망이 제시된다. 제3삽화는 엘렉트라와 크리소테미스의 대화 장면으로 구성되며, 제4삽화는 자신의 정체를 드러낸 오레스테스와 엘렉트라의 대화 장면으로 구성된다. 종막에서는 구체적인 복수가 진행되어 클리타임네스트라와 아이기스토스가 살해된다. 소포클레스는 ＜엘렉트라＞에서 아가멤논의 죽음을 둘러싼 대립과 갈등, 그리고 엘렉트라와 오레스테스의 복수를 이와 같은 정교한 플롯 구조 속에 효과적으로 담아낸다.
엘렉트라는 불같은 성격의 소유자로 비타협적이고, 반성적인 사유 능력이 약하다. 그러한 성격적 결함 때문에 그녀는 가문에 내린 저주와 맞서야 하는 운명을 가진 것이다. 그러나 그녀는 근본적으로 선한 인간이며, 한순간도 천박하고 이기적인 욕망에 사로잡히지 않는다. 아버지에 대한 극진한 사랑이 아버지를 죽인 어머니에 대한 증오로 이어지긴 해도 사고와 행동의 일관성을 유지하는 인물이며, 육친을 사랑하는 인물이다. 이러한 여성이 고통을 당하는 모습은 관객들로 하여금 동정심을 자아내게 하며, 인간으로서는 불가해한 힘이 존재함을, 그리고 그것이 이성의 영역 밖에서 인간의 삶을 끊임없이 위협하고 있다는 사실을 깨닫게 된다. 저마다의 운명을 짊어진 관객들의 삶을 위무함과 동시에 그것에 당당히 마주할 수 있는 용기를 보여준다.

## 문학적 의의와 평가
오늘날 ≪엘렉트라≫를 다시 읽는 것은 오이디푸스가 그렇듯 그것이 제공하는 풍부한 문학적 모티브를 이해하기 위해서도 필요하다. 오스트리아의 호프만슈탈(Hugo von Hofmannsthal)은 소포클레스의 작품을 기반으로 ＜엘렉트라＞(1904)를 집필했는데, 작품에서 엘렉트라는 아가멤논이 자신을 강간했다고 상상하는 정신병자로 재현된다. 미국의 극작가 오닐(Eugene O’Neill)은 ＜상복이 어울리는 엘렉트라＞(1931)에서 엘렉트라에 해당하는 라비니아를 정부(情夫)인 애덤 브랜트와 놀아난 어머니 크리스틴을 증오하는 딸로, 오레스테스에 해당하는 오린을 어머니 크리스틴을 사랑하는 아들로 그려낸다. 프랑스 극작가 지로두(Jean Giraudoux)는 ＜엘렉트라＞(1937)에서 공포와 불안 속에서 삶의 환멸감을 표출하는 현대인을 묘사한다. 독일의 극작가 하웁트만(Gerhard Hauptmann)의 ＜아트리덴 4부작＞(1941∼1949) 중에 하나인 ＜엘렉트라＞의 구성 역시 소포클레스의 ＜엘렉트라＞ 구성과 유사하다. 사르트르(Jean Paul Sartre)의 ＜파리 떼＞(1943)는 엘렉트라와 오레스테스의 이야기를 통해 나치(파리 떼) 치하에서 프랑스 지성인이 느꼈던 절망과 좌절을 묘사하면서 인간 실존과 자유의 문제를 논의한다.

## 등장 인물
- 오레스테스 - 아가멤논과 클리타임네스트라의 아들
- 오레스테스의 가정교사
- 엘렉트라 - 아가멤논과 클리타임네스트라의 딸
- 크뤼소테미스 - 오레스테스의 누이
- 클뤼타임네스트라 - 아가멤논의 미망인
- 아이기스토스 - 클리타임네스트라의 정부(情夫)
- 코러스 - 뮈케나이의 여인들
- 퓔라데스 - 오레스테스의 죽마고우(무언 배우)